# Аль-Фарук Аміну
Аль-Фарук Аджиєде Аміну (англ. Al-Farouq Ajiede Aminu; нар. 21 вересня 1990, Атланта, Джорджія, США) — нігерійський професіональний баскетболіст, легкий форвард і важкий форвард, останньою командою якого була «Орландо Меджик» з НБА. Гравець національної збірної Нігерії, у складі якої був учасником Олімпійських ігор.

## Ігрова кар'єра
На університетському рівні грав за команду Вейк Форест (2008—2010).
2010 року був обраний у першому раунді драфту НБА під загальним 8-м номером командою «Лос-Анджелес Кліпперс». Професійну кар'єру розпочав 2010 року виступами за тих же «Лос-Анджелес Кліпперс», захищав кольори команди з Лос-Анджелеса протягом одного сезону.
З 2011 по 2014 рік грав у складі «Нью-Орлінс Пеліканс», куди разом з Крісом Каманом та Еріком Гордоном був обміняний на Кріса Пола та два драфт-піка. 17 квітня 2017 року в матчі проти «Далласа» набрав 16 очок та рекордні для себе 20 підбирань. 4 грудня повторив це досягнення, набравши такі ж показники знову проти «Маверікс».
2014 року перейшов до «Даллас Маверікс», у складі якої провів наступний сезон своєї кар'єри.
2015 року став гравцем «Портленд Трейл-Блейзерс», підписавши чотирьохрічний контракт на 30 млн доларів. 31 березня 2015 року в матчі проти «Бостон Селтікс» встановив свій новий рекорд результативності, набравши 28 очок.
6 липня 2019 року підписав контракт з «Орландо Меджик». 1 грудня травмувався та вибув з гри на тривалий термін.
25 березня 2021 року разом з Ніколою Вучевичем був обміняний на Венделла Картера (молодшого) та Отто Портера до «Чикаго Буллз». 11 серпня разом з Таддеусом Янгом був обміняний «Сан-Антоніо» на Демара Дерозана. Не зігравши жодного матчу за техасців, був відрахований з команди 18 жовтня.

## Виступи за збірну
Аміну є гравцем Національної збірної Нігерії. Представляв її на Олімпіаді в Лондоні. 2015 року став чемпіоном Африки у її складі, коли Нігерія перемогла Анголу у фіналі Афробаскету 74-65.

## Особисте життя
Одружений з Геліною Текесте Аміну. Подружжя виховує дочку. Має також брата Аладе Аміну, який також є баскетболістом. Аміну сповідує іслам.
Його ім'я перекладається як «господар прийшов». Заснував неприбуткову організацію Aminu Good Works Foundation, яка щорічно організовує баскетбольний турнір для молоді в Ібадані.

## Статистика виступів в НБА

### Регулярний сезон
| Сезон             | Команда                   | GP  | GS  | MPG  | FG%  | 3P%  | FT%  | RPG | APG | SPG | BPG | PPG  |
| ----------------- | ------------------------- | --- | --- | ---- | ---- | ---- | ---- | --- | --- | --- | --- | ---- |
| 2010–11           | «Лос-Анджелес Кліпперс»   | 81  | 14  | 17.9 | .394 | .315 | .773 | 3.3 | .7  | .7  | .3  | 5.6  |
| 2011–12           | «Нью-Орлінс Горнетс»      | 66  | 21  | 22.4 | .411 | .277 | .754 | 4.7 | 1.0 | .9  | .5  | 6.0  |
| 2012–13           | «Нью-Орлінс Горнетс»      | 76  | 71  | 27.2 | .475 | .211 | .737 | 7.7 | 1.4 | 1.2 | .7  | 7.3  |
| 2013–14           | «Нью-Орлінс Пеліканс»     | 80  | 65  | 25.6 | .474 | .271 | .664 | 6.2 | 1.4 | 1.0 | .5  | 7.2  |
| 2014–15           | «Даллас Маверікс»         | 74  | 3   | 18.5 | .412 | .274 | .712 | 4.6 | .8  | .9  | .8  | 5.6  |
| 2015–16           | «Портленд Трейл-Блейзерс» | 82  | 82  | 28.5 | .416 | .361 | .737 | 6.1 | 1.7 | .9  | .6  | 10.2 |
| 2016–17           | «Портленд Трейл-Блейзерс» | 61  | 25  | 29.1 | .392 | .329 | .706 | 7.4 | 1.6 | 1.0 | .7  | 8.7  |
| 2017–18           | «Портленд Трейл-Блейзерс» | 69  | 67  | 30.0 | .395 | .369 | .738 | 7.6 | 1.2 | 1.1 | .6  | 9.3  |
| 2018–19           | «Портленд Трейл-Блейзерс» | 81  | 81  | 28.3 | .433 | .343 | .867 | 7.5 | 1.3 | .8  | .4  | 9.4  |
| 2019–20           | «Орландо Меджик»          | 18  | 2   | 21.1 | .291 | .250 | .655 | 4.8 | 1.2 | 1.0 | .4  | 4.3  |
| 2020–21           | «Орландо Меджик»          | 17  | 14  | 21.6 | .404 | .226 | .824 | 5.4 | 1.7 | 1.0 | .5  | 5.5  |
| 2020–21           | «Чикаго Буллз»            | 6   | 0   | 11.2 | .200 | .167 | .800 | 3.2 | .3  | .3  | .0  | 1.5  |
| Усього за кар'єру | Усього за кар'єру         | 711 | 445 | 24.9 | .420 | .332 | .746 | 6.0 | 1.2 | 1.0 | .6  | 7.5  |

### Плей-оф
| Сезон             | Команда                   | GP | GS | MPG  | FG%  | 3P%  | FT%   | RPG | APG | SPG | BPG | PPG  |
| ----------------- | ------------------------- | -- | -- | ---- | ---- | ---- | ----- | --- | --- | --- | --- | ---- |
| 2015              | «Даллас Маверікс»         | 5  | 2  | 30.0 | .548 | .636 | .789  | 7.2 | 1.2 | 2.0 | 1.6 | 11.2 |
| 2016              | «Портленд Трейл-Блейзерс» | 11 | 11 | 33.8 | .438 | .400 | .724  | 8.6 | 1.8 | .7  | .9  | 14.6 |
| 2017              | «Портленд Трейл-Блейзерс» | 4  | 0  | 28.3 | .459 | .412 | .636  | 6.5 | 1.0 | .8  | 1.0 | 12.0 |
| 2018              | «Портленд Трейл-Блейзерс» | 4  | 4  | 32.8 | .519 | .433 | 1.000 | 9.0 | 1.3 | 1.0 | .5  | 17.3 |
| 2019              | «Портленд Трейл-Блейзерс» | 16 | 16 | 24.9 | .349 | .294 | .750  | 6.3 | 1.3 | .6  | .6  | 7.4  |
| Усього за кар'єру | Усього за кар'єру         | 40 | 33 | 29.1 | .434 | .391 | .742  | 7.3 | 1.4 | .9  | .9  | 11.3 |